# Caxias (Maranhão)
Caxias, amtlich Município de Caxias, ist eine Großstadt im Bundesstaat Maranhão in Brasilien. In dem Ort wohnten im Jahr 2018 nach Schätzung des IBGE 164.224 Einwohner.

## Geschichte
Im 17. Jahrhundert war das Gebiet, in dem große Dörfer der indigenen Timbiras und Gamelas lagen, Teil der französischen Kolonisiationsversuche in Südamerika, die als France Équinoxiale bekannt sind. Der Name selbst bezieht sich auf Ländereien bei Lissabon, die als Cachias überliefert sind, in heutiger Schreibung Quinta Real de Caxias. Caxias erhielt am 5. Juni 1836 das Selbstverwaltungsrecht als Cidade de Caxias, zuvor (ab 1811) war es als Vila de Caxias das Aldeias Altas bekannt.
Caxias ist eine Gemeinde im Bundesstaat Maranhão, im Meio-Norte, in Brasilien. Sie liegt im Osten des Bundesstaates, in der Region Cocais. Sie ist das Zentrum der Region Timbiras und Verwaltungssitz der Metropolregion Leste Maranhense. Sie ist die fünftbevölkerungsreichste Stadt des Bundesstaates mit einer Bevölkerung von 156.970 Einwohnern gemäß Daten des IBGE von 2022. Ihre Fläche beträgt 5.201,927 Quadratkilometer (2022/IBGE).

## Religion
Am 22. Juli 1939 wurde das Bistum Caxias do Maranhão durch Papst Pius XII. mit der Apostolischen Konstitution aus Gebietsabtretungen des Erzbistums São Luís do Maranhão errichtet und diesem als Suffraganbistum unterstellt.

## Bürgermeister
Der Ort wurde seit 1948 von den nachfolgenden Bürgermeistern regiert.
- Eugênio Barros (1948–1950)
- Severino Dias Carneiro Sobrinho (1951–1955)
- Joao Elzimar da Costa Machado (1956–1960)
- Numa Pompílio Baima Pereira (1961–1966)
- Aluísio de Abreu Lobo (1978–1983)
- José Ferreira de Castro (1984–1988)
- Sebastião Lopes de Sousa (1989–1993)
- Paulo Marinho (1994–1997)
- Eziquio Barros Filho(1997–2000)
- Márcia Serejo Marinho (2001–2004)
- Humberto Ivar Araújo Coutinho (2005–2012)
- Léo Coutinho (2013–2016)
- Fabio Gentil (2017–)

## Söhne und Töchter der Stadt
- Antônio Gonçalves Dias (1823–1864), Dichter
- Aline de Lima (* 1978), Sängerin, Texterin und Komponistin
- Henrique Maximiano Coelho Neto (1864–1934), Schriftsteller
- Tita do Rêgo Silva (* 1959), eine in Deutschland lebende brasilianische Künstlerin